# HFX Wanderers Football Club
Maillots
Actualités
HFX Wanderers FC, appelé couramment Wanderers d'Halifax ou HFX Wanderers, est un club professionnel de soccer basé à Halifax, en Nouvelle-Écosse au Canada.
Fondé le 5 mai 2018, le club joue en 2019 sa première saison dans la Première ligue canadienne (CPL).
Les matchs locaux des Wanderers sont disputés au Wanderers Ground à Halifax, un terrain extérieur dont les gradins peuvent accueillir 6 200 spectateurs.

## Histoire
Le 5 mai 2018, l'Association canadienne de soccer approuve la formation de quatre clubs qui vont éventuellement faire partie de la future Première ligue canadienne (CPL), à Halifax, Calgary, York et dans une région non spécifiée de la Colombie-Britannique identifiée par l'appellation « Port City ». 
Le 25 mai 2018, la Première ligue canadienne annonce que les Wanderers d'Halifax seront l'une des équipes qui disputera la première saison du championnat en 2019. Halifax est le troisième club annoncé par la ligue, après le York9 FC le 10 mai et le Cavalry de Calgary le 17 mai.
Stephen Hart, ancien sélectionneur de l'équipe nationale de Trinité-et-Tobago et de l'équipe nationale du Canada est nommé le 28 juin 2018 premier entraîneur de l'histoire des Wanderers.
Le président du club est Derek Martin, aussi président du groupe de promoteurs Sports & Entertainment Atlantic.
Le premier match officiel des Wanderers dans la Première ligue canadienne de soccer est disputé le 28 avril 2019 en Colombie-Britannique, une défaite de 0-1 face au Pacific FC.
Le 4 mai 2019, les HFX Wanderers jouent leur premier match local au Wanderers Ground devant une foule de 6 200 personnes. Ils triomphent du Forge FC, 2-1,. À la 30e minute du match, Akeem Garcia marque le premier but de l'histoire des Wanderers.

## Palmarès et records

### Bilan par saison
| Saison | Tournoi              | Saison régulière | Saison régulière | Saison régulière | Saison régulière | Saison régulière | Saison régulière | Saison régulière | Position | Position | Séries éliminatoires | Championnat canadien | CONCACAF     | Affl. moy. saison rég. | Affl. moy. séries éli. |
| Saison | Tournoi              | M                | V                | N                | D                | BP               | BC               | Pts              | Conf.    | Ligue    | Séries éliminatoires | Championnat canadien | CONCACAF     | Affl. moy. saison rég. | Affl. moy. séries éli. |
| ------ | -------------------- | ---------------- | ---------------- | ---------------- | ---------------- | ---------------- | ---------------- | ---------------- | -------- | -------- | -------------------- | -------------------- | ------------ | ---------------------- | ---------------------- |
| 2019   | Printemps            | 10               | 3                | 2                | 5                | 8                | 11               | 11               | 4e/7     | 7e/7     | Non qualifié         | Troisième tour       | Non éligible | 6 061                  | N/Q                    |
| 2019   | Automne              | 18               | 3                | 8                | 7                | 13               | 24               | 17               | 7e/7     | 7e/7     | Non qualifié         | Troisième tour       | Non éligible | 6 061                  | N/Q                    |
| 2020   | Championnat de l'Île | 7                | 3                | 3                | 1                | 12               | 7                | 12               | -        | 2e/8     | Finale               | Non qualifié         | Non qualifié | N/A                    | N/A                    |
| 2021   | -                    | 28               | 8                | 11               | 9                | 28               | 34               | 35               | -        | 6e/8     | Non qualifié         | Quarts de finale     | Non qualifié | N/A                    | N/Q                    |
| 2022   | -                    | 28               | 8                | 5                | 15               | 24               | 38               | 29               | -        | 7e/8     | Non qualifié         | Quarts de finale     | Non qualifié | 5 825                  | N/Q                    |
| 2023   | -                    | En cours         | En cours         | En cours         | En cours         | En cours         | En cours         | En cours         | -        | /8       | À venir              | Premier tour         | Non qualifié |                        |                        |

### Meilleurs buteurs par saison
| Saison | Meilleurs buteurs | Meilleurs buteurs |
| Saison | Joueurs           | Buts              |
| ------ | ----------------- | ----------------- |
| 2019   | Akeem Garcia      | 8                 |
| 2020   | Akeem Garcia      | 6                 |
| 2021   | João Morelli      | 15                |
| 2022   | Samuel Salter     | 12                |

## Identité du club

### Devise
La devise des Wanderers est Ar Cala, Ar Dachaigh, Ar n-Anam, une phrase en gaélique écossais qui signifie « Notre port, notre maison, notre âme ».

### Logo
Le logo des Wanderers a été créé par le graphiste Mark Guilherme. Une représentation du pont Angus L. Macdonald, qui relie la péninsule d'Halifax à Dartmouth, y surplombe les mots « HFX WANDERERS », la devise du club en gaélique écossais, une représentation en bleu marine de l'océan Atlantique dont les vagues forment des « W » pour « Wanderers », et une petite ancre.
L'emblème a une forme en huit sommets imitant la silhouette de la Citadelle d'Halifax, construite selon le style du tracé à l'italienne.

### Couleurs et symbolisme
Les couleurs des Wanderers sont le bleu marine, le gris et le cyan. Le club appelle ces couleurs, respectivement, « bleu portuaire » (harbour blue) pour symboliser le port d'Halifax, « gris naval » (naval grey) pour la Marine royale canadienne et « bleu océan » (aqua ocean) pour l'océan Atlantique.

## Culture
À l'origine appelé « Wanderers SG » (Wanderers Supporter Group) lors de sa création en 2016 afin de promouvoir le nom historique « Wanderers » pour le futur club, le groupe de supporteurs du HFX Wanderers FC se donne en 2018 le nom de « Privateers 1882 ». Le mot « corsaires » (Privateers en anglais) soulignent la tradition maritime d'Halifax, et le nombre est une référence à l'année de fondation du Wanderers Amateur Athletic Club, un club sportif dissous 100 ans plus tard, en 1982, et qui disputait notamment des matchs de rugby au terrain Wanderers. 
La section des supporteurs au terrain des Wanderers est appelée « The Kitchen », ou « la cuisine » en français. Il s'agit d'une référence au « Kitchen Party », une tradition de la côte est du Canada voulant que les fêtes de maison se passent dans la cuisine de la résidence.